# SS France (1960)
SS France – francuski statek pasażerski – transatlantyk o napędzie turbinowym armatora Compagnie Générale Transatlantique, zbudowany w 1960 roku przez francuską stocznię Chantiers de l’Atlantique w St Nazaire, obsługujący linię Hawr – Nowy Jork. Dziewiczą podróż w rejsie turystycznym na Wyspy Kanaryjskie rozpoczął 11 stycznia 1962 roku. Pierwszy rejs transatlantycki odbył w lutym 1962.  Do 1974 pływał pod banderą Francji, po czym w 1980 sprzedany Norwegii i przebudowany na wycieczkowiec, pod nazwą Norway. Mimo olbrzymiej prędkości statek nigdy nie podjął próby zdobycia Błękitnej Wstęgi Atlantyku.

## Historia

### Geneza
Francuski armator Compagnie Générale Transatlantique (CGT) jeszcze przed pierwszą wojną światową dołączył do czołówki operatorów transatlantyków, wprowadzając do służby zbudowany w 1912 w St. Nazaire parowiec pasażerski "France" (23 666 BRT). Był to jedyny francuski oceaniczny statek pasażerski o czterech kominach. Zapoczątkował on serię wybitnych transatlantyków tego armatora. Rozpoczynając swą służbę w aurze katastrofy "Titanica", w czasie swej służby na tzw. starym Szlaku między Europą a Ameryką Północną, był drugim najszybszym liniowcem na oceanie (rozwijał prędkość ponad 24 w.). Przed II wojną światową największym francuskim transatlantykiem był statek Normandie, który 9 lutego 1942 zatonął w nowojorskim porcie wskutek pożaru, który wybuchł na jego pokładzie i nieumiejętnej akcji gaśniczej. Po wojnie w dyspozycji CGT pozostawały dwa statki obsługujące połączenie z Nowym Jorkiem: Ile de France i otrzymany w 1946 roku ze Stanów Zjednoczonych w ramach rekompensaty za Normandie, poniemiecki statek Liberté. Taka sytuacja w żaden sposób nie satysfakcjonowała francuskiego armatora. Nie były to jednostki mogące konkurować z głównym rywalem, jakim były linie Cunard-White Star Line i jego linowce Queen Elizabeth i Queen Mary.

### Projekt
Przystąpiono do projektowania nowego liniowca pasażerskiego, dla którego wybrano nazwę France. Jego konstrukcja w dużej mierze opierać się miała na doświadczeniach zebranych podczas eksploatacji Normandie. Statek miał powstać w stoczni Chantiers de l’Atlantique mieszczącej się w Saint-Nazaire. W marcu 1953 stocznia przyjęła wstępne założenia nowego projektu, który miał być nadzorowany przez Alfreda Lafonta ze strony stoczni i Jeana-Paula Ricarda i Antoine Barthélemy ze strony armatora. Zakładano, że nowa jednostka będzie przewoziła około 2 tysięcy pasażerów z prędkością około 30 węzłów, czyli mniej więcej tyle co Normandie, ale będzie miała o 25% mniejszą wyporność. Dużą wagę przykładano do ekonomicznych aspektów wykorzystania nowego statku. Zamierzano zastosować wydajniejsze i oszczędniejsze systemy napędowe, zmniejszające zużycie paliwa nawet o około 40% w stosunku do poprzednika. W dużo większym stopniu niż przy wcześniejszych konstrukcjach zamierzano wykorzystać lżejsze materiały konstrukcyjne – stopy metali lekkich. Wstępne prace zakończyły się zaprojektowaniem trzech wariantów statku, oznaczonych literami A, B i C, o pojemności około 65 000 BRT. Projekt A zakładał wybudowanie jednostki dla 1300 pasażerów i prędkości 25 węzłów, projekt B zakładał zwiększenie liczby miejsc do 2 tysięcy przy tej samej prędkości, w projekcie C statek miał osiągać 31 węzłów, zabierając na pokład 2 tysiące pasażerów. Powstało czternaście różnych wersji planów nowego liniowca, ale do budowy zakwalifikowano pochodną projektu „C”.

### Budowa
26 lipca 1956 prezes GTC Jean Marie podpisał ze stocznią kontrakt na budowę nowego transatlantyku. Niejako nawiązując do tradycji swojego poprzednika, budowa miała się odbywać na tej samej pochylni, na której powstał Normandie. 7 października 1957 położono stępkę statku o symbolu budowy G 19. Szybki postęp prac zaowocował tym, że już po 32 miesiącach France był gotowy do wodowania. 11 maja 1960 o godzinie 16:15, w obecności prezydenta Francji Charles’a de Gaulle’a oraz 100 tysięcy widzów, żona prezydenta Yvonne de Gaulle rozbiła butelkę szampana o gruszkę dziobową statku dokonując chrztu liniowca. Po wodowaniu, statek został odholowany do nabrzeża stoczniowego gdzie kontynuowano dalsze prace wyposażeniowe. 19 listopada 1961 rozpoczęto próby odbiorcze a 5 stycznia 1962 statek został odebrany przez armatora. W tamtym czasie był najdłuższym transatlantykiem (pierwszeństwo stracił w 2004 ustępując długością Queeen Mary 2 – 345 m długóści). Portem macierzystym France został Hawr.

## Eksploatacja

### We Francji
W pierwszy próbny rejs, jeszcze bez pasażerów, France wypłynął z Hawru do Southampton i z powrotem, zaś 19 stycznia 1962 wyruszył w pierwszy rejs z pasażerami na Wyspy Kanaryjskie. Transatlantycka służba rozpoczęła się 3 lutego 1962, kiedy France wypłynął z Hawru przez Southampton w swój pierwszy rejs do Nowego Jorku. Wśród pierwszych pasażerów były gwiazdy francuskiego kina, arystokracja i biznesmeni. Wśród ryków syren okrętowych i strumieni wody z armatek wodnych, z całą pompą France weszła do nowojorskiego portu i zacumowała przy nabrzeżu 88 (Pier 88), tym samym, przy którym spłonął Normandie.
Przez 10 miesięcy w roku statek pływał pomiędzy Europą a Ameryką, a w sezonie zimowym odbywał dwu, trzytygodniowe rejsy wycieczkowe z Nowego Jorku na Karaiby. 14 grudnia 1962 na pokładzie liniowca do Nowego Jorku przybył obraz Leonarda da Vinci „Mona Lisa”, który rozpoczynał swoją podróż po wystawach w USA. W 1965 święta Bożego Narodzenia i Nowy Rok statek spędził u wybrzeży Afryki Zachodniej.
W maju 1967 France cumował w Montrealu goszcząc na wystawie Expo 67, gdzie był częścią pawilonu francuskiego. 13 lipca 1967 statek wyruszył w pierwszy z trzech rejsów na trasie Hawr – Southampton – Quebec – Nowy Jork. 28 maja 1968 zamiast powrócić do swojego macierzystego portu, z powodu strajku francuskich dokerów France zawinął do Southampton. 4 października tego samego roku statek wypłynął w ostatni rejs do Nowego Jorku płynąc przez Quebec. Na początku lat 70. coraz większa liczba transatlantyckich połączeń lotniczych oraz wzrastające ceny paliwa na światowych rynkach wymusiły na GTC zwiększenie liczby bardzo popularnych rejsów wycieczkowych. Z powodów prestiżowych francuski rząd dofinansowywał GTC, ale kiedy w 1970 straty sięgnęły sumy 3 mln dolarów, ograniczono rejsy atlantyckie. W 1972 w porcie w Hongkongu spłonął Queen Elizabeth, tym samym France stał się największym pływającym statkiem pasażerskim na świecie. W tym samym roku liniowiec wypłynął w swój pierwszy z trzech rejsów dookoła świata. Najdroższy bilet na tę podróż kosztował 99 340 USD; wszystkie miejsca zostały wykupione. Wypłynąwszy z Hawru, poprzez Southampton, statek udał się do Nowego Jorku. Dalej poprzez Martynike i przylądek Horn France popłynął na Pacyfik. Statek opłynął Amerykę Południową, jako że był za duży aby płynąć przez Kanał Panamski. France odwiedził Tahiti, Nową Zelandię, Tasmanię, Australię, wyspy Indonezji, Hongkong, Malezję, Singapur, Sri Lankę, Indie, Seszele. Po opłynięciu przylądka Dobrej Nadziei (również z powodu swoich rozmiarów statek nie mógł płynąć przez Kanał Sueski), statek zawinął na Wyspę Świętej Heleny. Następnie poprzez Dakar i Maderę statek powrócił do Nowego Jorku. Rejs był ogromnym sukcesem, który przyniósł France znaczny rozgłos i przyczynił się do zorganizowania kolejnego rejsu dookoła świata w 1974, na który również wykupiono wszystkie miejsca.
Pomimo sukcesu medialnego i prestiżowego, z powodu stale wzrastających cen paliwa do budżetu transatlantyku trzeba było dołożyć 5 mln USD. W 1974 francuski rząd ogłosił, że nie będzie więcej dofinansowywał armatora, w konsekwencji tej decyzji GTC ogłosił, że zamyka połączenie z Nowym Jorkiem. W swój ostatni rejs do Nowego Jorku France wypłynął 6 września 1974.
Decyzja armatora wywołała we Francji falę wielkich protestów, których wyrazem było opanowanie statku przez marynarzy związkowców w nocy z 11 na 12 września 1974 podczas wejścia jednostki do Hawru. Chcieli oni zablokować port i zmusić armatora do pozostawienia statku w aktywnej eksploatacji. Uwięzionych na pokładzie pasażerów wraz z bagażami przejął prom pasażerski. Akcja na niewiele się zdała, blokada była iluzoryczna, a zbliżający się sztorm zmusił zbuntowaną załogę do wprowadzenia France na redę Hawru. 9 października statek wszedł do portu, a 25 października został oficjalnie wycofany ze służby. 7 grudnia tego samego roku France wraz z załogą szkieletową trafił do ujścia Sekwany, gdzie miał czekać na nadejście lepszych czasów. 24 października 1977 liniowiec został kupiony przez szwajcarską firmę Techniques d’Avant-Garde Finances Internationales SA reprezentującą saudyjskiego finansistę Akrama Ojjeha. Według jego planów France miał być pływającym hotelem na Florydzie, lecz plany się następnie zmieniały i były coraz bardziej nietypowe. Statek miał być pływającym muzeum sztuki francuskiej, hotelem na Morzu Czarnym, w Bejrucie ostatecznie 26 czerwca 1979 statek został odkupiony za sumę 18 mln USD przez Kloster Rederei A/S z zamiarem przerobienia jednostki na statek wycieczkowy, którego operatorem miała być firma-córka – Norwegian Caribbean Line. 18 sierpnia 1979 statek już pod nową nazwą Norway wypłynął z Hawru do niemieckiej stoczni HAPAG Lloyd Werft w Bremerhaven, gdzie kosztem 80 mln USD miał zostać przebudowany. W trakcie przebudowy zainstalowano dodatkowe kabiny i statek mógł zabierac 2400 pasażerów przy zmniejszonej prawie o połowę załodze. Przedłużono słoneczne pokłady rufowe i w celu zmniejszenia zużycia paliwa zmniejszono siłownię, ograniczając szybkość eksploatacyjną do 16 węzłów. W celu zwiększenia manewrowości w portach zainstalowano tzw. stery strumieniowe na dziobie i rufie statku.

### Norway

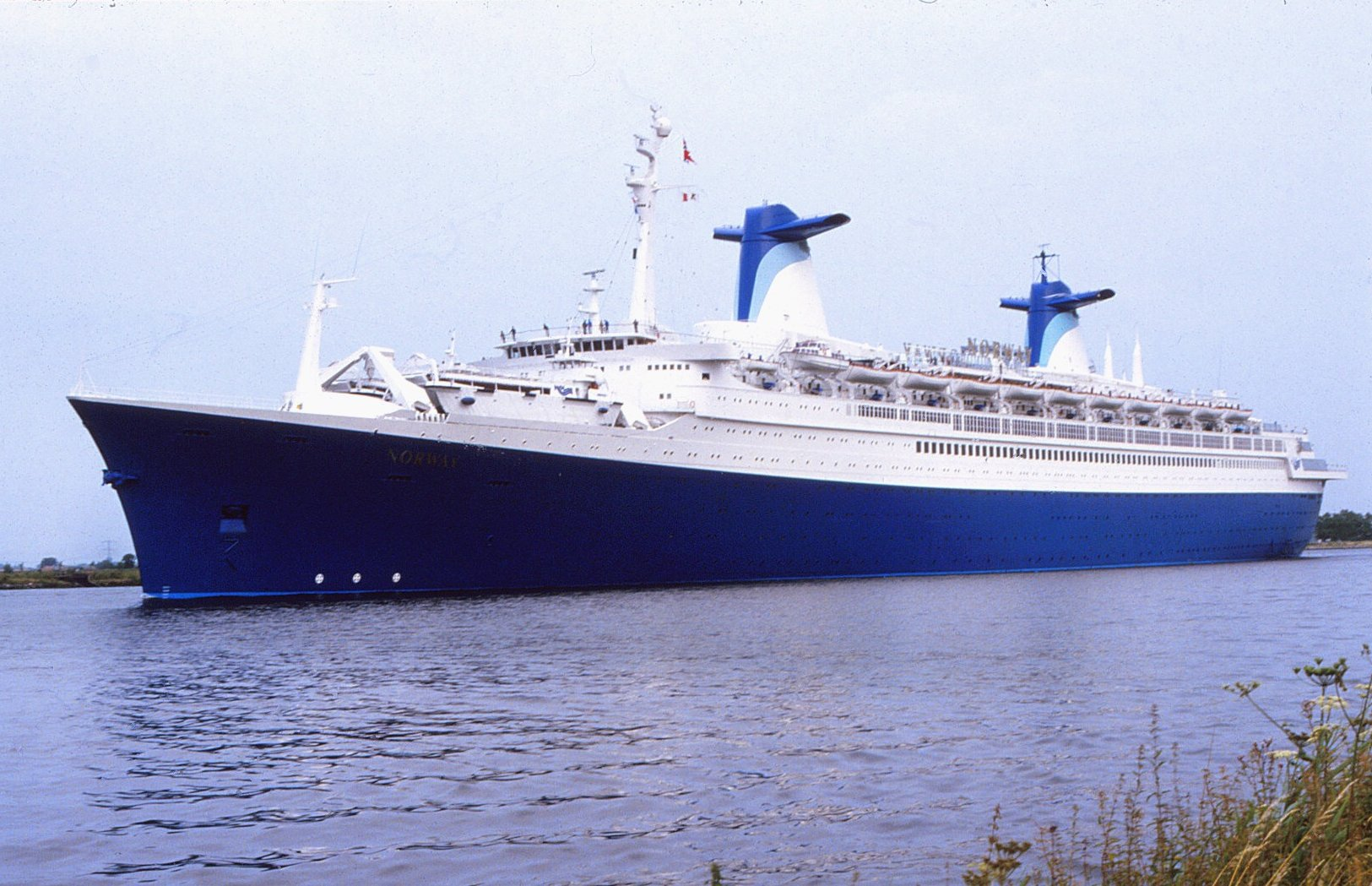
Norway w 1982 roku

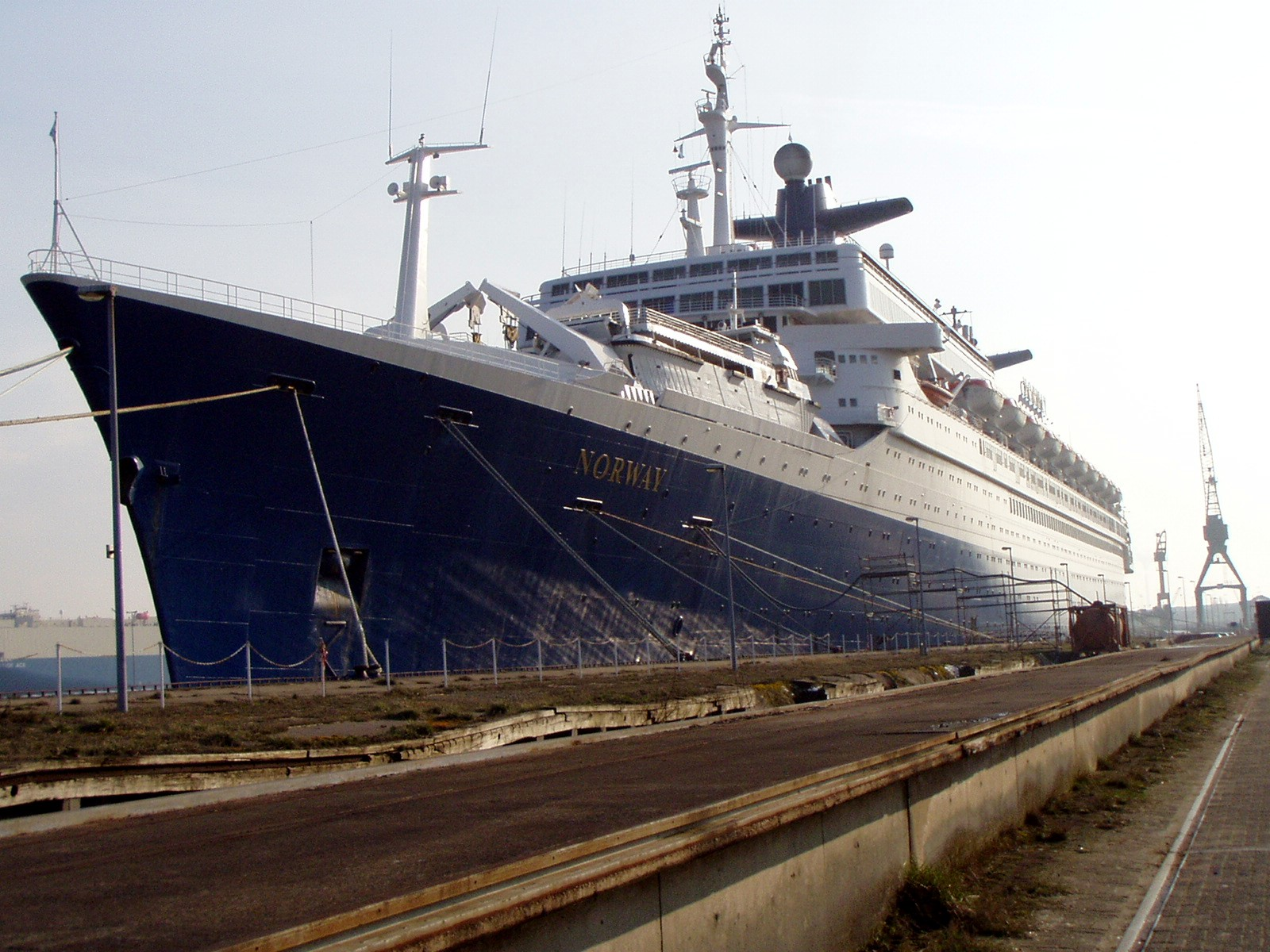
Norway w 2004 roku

14 kwietnia 1980 (w dniu zakończenia prac na statku) nastąpiła oficjalna zmiana nazwy. 30 kwietnia Norway opuścił Niemcy i popłynął do swojego nowego portu macierzystego, Oslo. 3 maja w obecności króla Olafa V na statku uroczyście wciągnięto flagę Narodów Zjednoczonych co miało symbolizować międzynarodową załogę jednostki.
Trzy dni później statek wypłynął w swój pierwszy rejs jako Norway, udając się na Florydę do Miami. Z Miami statek wykonywał regularne, tygodniowe rejsy wycieczkowe, podczas których odwiedzano Wyspy Dziewicze, Bahamy oraz Wyspy Nawietrzne. Statek bardzo szybko odniósł sukces komercyjny; nastawiony głównie na obsługę bogatych obywateli amerykańskich, uzyskał zapełnienie sięgające 90-100%. Po raz pierwszy w swojej karierze statek zaczynał przynosić dochód podczas swojej eksploatacji. W sierpniu 1984 linie wykupiły innego armatora obsługującego karaibskie połączenia, norweski Royal Viking Cruise Line, stając się największą firmą żeglugową zajmującą się rejsami wycieczkowymi na świecie. Również w tym samym roku Norway przeszedł remont w Hamburgu, podczas którego zainstalowano na jednostce prądnice spalinowe zamiast dotychczas używanych turbogeneratorów.
W 1987 portem macierzystym statku zostało Nassau, a nad pokładem zawisła bandera Wysp Bahama. Norwegian Caribbean Line zmieniła swoją nazwę na Norwegian Cruise Line. We wrześniu 1990 statek przeszedł kolejny remont w Bremerhaven (zainstalowano 124 nowe kabiny "De luxe"), który zakończono 2 października tego samego roku i po raz drugi w swojej historii nie było na świecie większego statku pasażerskiego niż Norway. 2 maja 1998 roku na karty historii powrócił France. Na czas ośmiu rejsów po Morzu Śródziemnym z francuskimi pasażerami armator nieoficjalnie powrócił do dawnej nazwy. Rok później podczas cumowania w Barcelonie na pokładzie wybuchł pożar, który wyłączył Norway z normalnej służby na trzy tygodnie. W 2001 statek przeszedł ostatni w swojej historii remont. 9 września tego samego roku jednostka opuściła Nowy Jork i popłynęła do Hawru, dwa dni później miał miejsce atak na World Trade Center. Po powrocie na Florydę Norway dalej odbywał wycieczkowe rejsy po Karaibach. 25 maja 2003 na pokładzie statku cumującego w Miami miał miejsce wybuch kotła, który spowodował poważne zniszczenia na pokładzie, zginęło czterech członków załogi a dalszych trzech (czterech) zmarło w wyniku odniesionych obrażeń. Po prowizorycznym naprawieniu zniszczeń, 27 czerwca statek wypłynął z Miami udając się na holu w rejs do Bremerhaven, gdzie miano oszacować straty i podjąć niezbędne działania w celu przywrócenia pełnej sprawności jednostki.

Na miejscu okazało się, że czas oczekiwania na nowy kocioł waha się w przedziale od 7 do 12 miesięcy. 17 marca 2004 norweski armator ogłosił, iż z powodu ogromnych kosztów remontu statku cała inwestycja jest już nieopłacalna i rezygnuje z dalszej eksploatacji statku. Sześć dni później skreślono Norway ze stanu floty Norwegian Cruise Line. Właścicielem statku został główny udziałowiec norweskiej firmy, malezyjski armator Star Cruises. Plany nowego armatora zakładały wykorzystanie Norway w rejsach u wybrzeży Australii, lecz nie doszło do tego i ostatecznie sprzedano statek na złom. 23 maja 2005 jednostka opuściła Niemcy na holu chińskiego holownika i popłynęła do Port Klang w Malezji, do którego dotarła 10 sierpnia. W kwietniu 2006 statek został sprzedany liberyjskiej firmie Bridgend Shipping Limited, który nadał nową nazwę Blue Lady. Pod tą nazwą, miesiąc później statek kolejny raz został sprzedany, tym razem nabywcą był Haryana Ship Demolition Pvt. Ltd. 

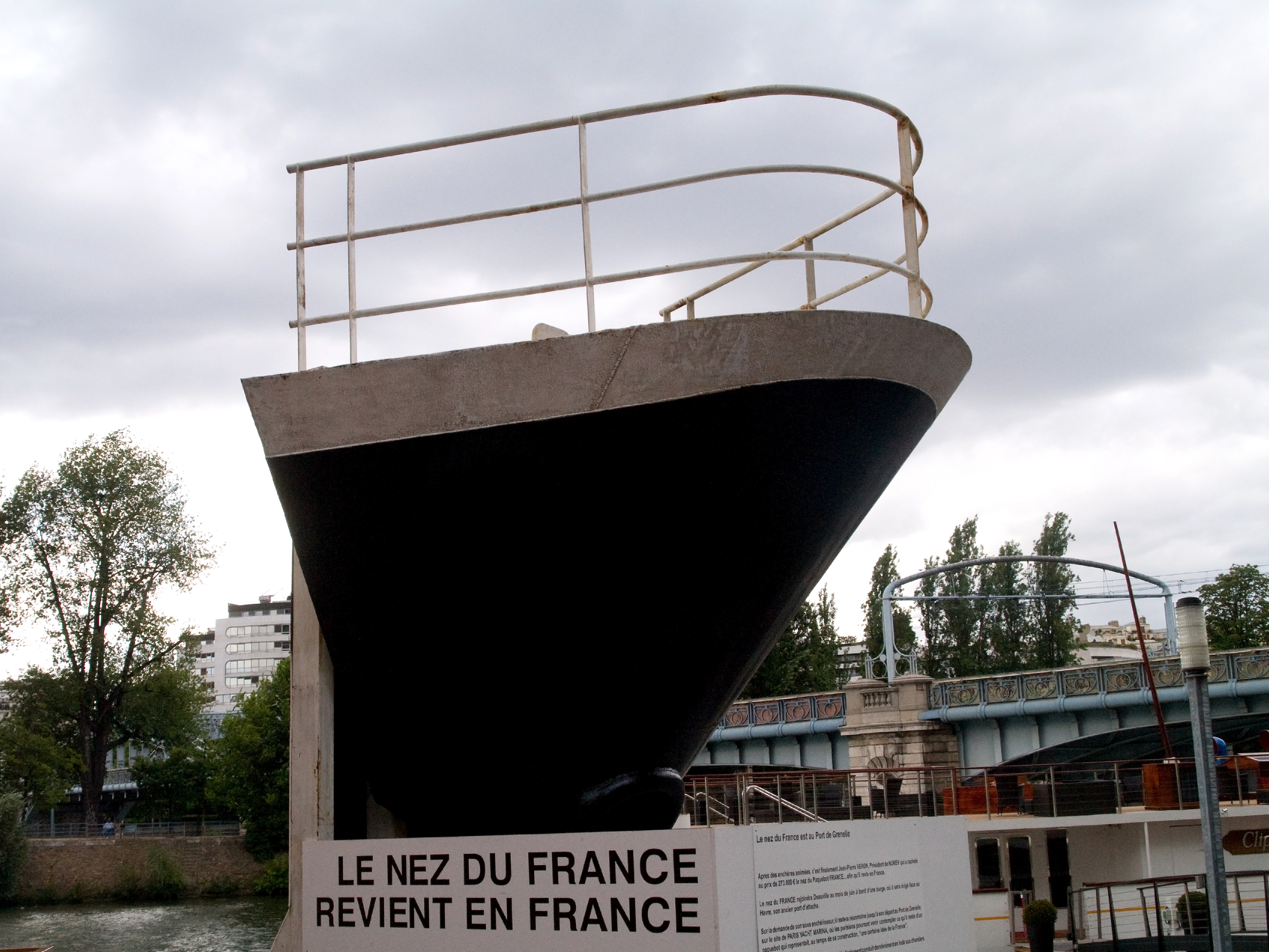
Dziób statku prezentowany w Paryżu, sprzedany w lutym 2009 na aukcji

5 maja 2006 Blue Lady wyszła z Port Klang na holu kierując się ku indyjskim wodom terytorialnym. 14 maja statek stanął na redzie portu Pipavav.
Tam dokonano oględzin statku pod kątem możliwości bezpiecznej utylizacji toksycznych substancji znajdujących się na pokładzie. Pozytywna opinia została wydana 2 sierpnia, 15 sierpnia statek wprowadzono na mieliznę w pobliżu indyjskiego miasta Alang. 4 grudnia 2007 rozpoczęto złomowanie jednostki. Pod koniec 2008 statek przestał istnieć.
W lutym 2009 przeprowadzono aukcję pozostałości po transatlantyku (szpica dziobu statku zostanie ustawiona we francuskim miasteczku w Normandii).

## Dane techniczne (jako wycieczkowiec „Norway”)
- długość: 315,5 m
- szerokość: 33,8 m
- zanurzenie: 10,5 m
- pojemność: 70.202 BRT (1984); 76 049 BRT (1990)
- 12 pokładów
- 2565 miejsc pasażerskich
- 875 osób załogi (1980-2003)
- napęd parowy o mocy 80 tys. KM
- maksymalna prędkość eksploatacyjna: 26 węzłów (48 km/h); prędkość ekonomiczna 16-18 węzłów
- 2 śruby